# 几帳

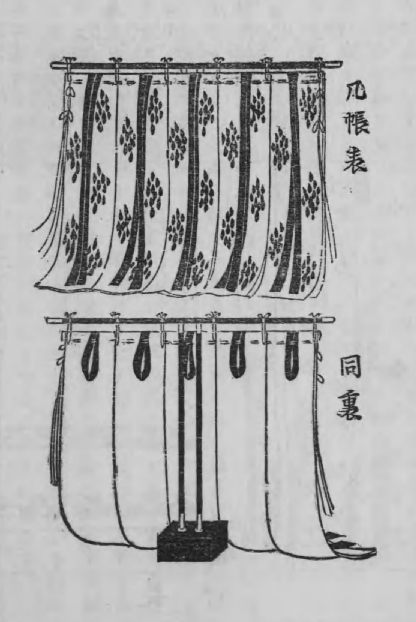
几帳　上は表、下は裏

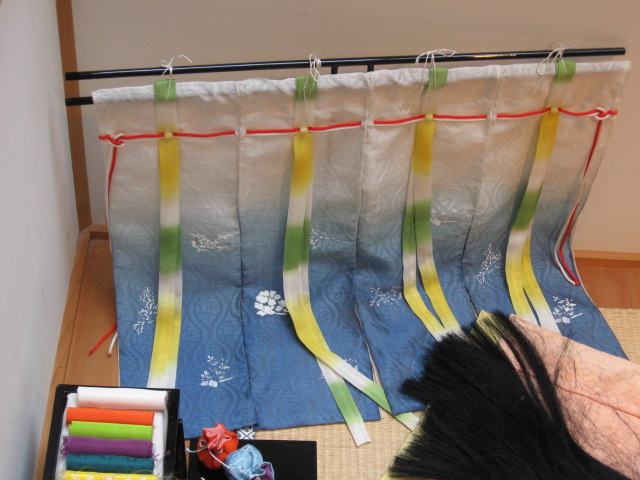
几帳（風俗博物館）

几帳（きちょう）は、平安時代以降公家の邸宅に使われた、二本のT字型の柱に薄絹を下げた間仕切りの一種。
簾の内側に立てて二重の障壁とするほか、可動式の間仕切り・目隠しとして大きな部屋の仕切りに使ったり、参拝の折など高貴の婦人の身を衆目から隠す障壁、荷物などを見苦しくないよう隠しておく目隠しなどとしてわりに広い用途に用いられた。
変わった用途としては、女房が街道を歩くときに傍仕えの女の童二人に小型の几帳を持たせて顔を隠す「差几帳（さしきちょう）」がある。

## 几帳の有職
几帳に用いる薄絹を「帷（かたびら）」、T字の上の部分に当たる横木を「手」、T字の縦棒に当たる柱を「足」、根元の台を「土居（つちい）」と呼ぶ。
几帳の丈は土居の高さも含めて測り、以下の三種類がある。
- 簾の内側に立てる高さ四尺幅八尺・帷が長さ六尺幅五幅（薄絹五枚使用）の大型タイプ（四尺の几帳）
- 室内用の高さ三尺幅六尺・帷が長さ五尺幅四幅（薄絹四枚使用）の中型タイプ（三尺の几帳）
- 皇族女子などが帳台の中に使う高さ二尺幅一尺五寸の小型タイプ（枕几帳）。枕几帳は横木を紫檀で表地を二陪織物で作る豪勢なものである。

帷には普通は紐や表裏ともに平絹を使うが表地にのみ綾を使ったこともある、上部を筒型に縫って横木を通し縫った上刺しの紐の余りは蜷結びにして長々と垂らし、絹布一枚ごとに紐で吊るして中央に「野筋（のすじ）」という紅（後には黒と紅の分割）の飾り紐を垂らす。